# Tarodes
Tarodes Pocock, 1899 è un genere di ragni appartenente alla famiglia Salticidae.

## Caratteristiche
Gli unici esemplari noti di questa specie sono quelli descritti nel 1899.

## Distribuzione
L'unica specie nota di questo genere è endemica della Nuova Britannia.

## Tassonomia
A maggio 2010, si compone di una sola specie:
- Tarodes lineatus Pocock, 1899[2] — Nuova Britannia